# Diario de Castilla
El Diario de Castilla, va ser un diari electrònic castellanista creat a Valladolid l'any 2006. Va desapareìxer l'any 2010.

## Seccions
Comptava amb diferents seccions temàtiques:
- Portada
- Castella
- Actualitat
- Cultura
- Economia
- Esports
- Tecnologia
- Medi Ambient
- Agricultura
- Entrevistes
- Opinió

## Territori
A banda de les seccions temàtiques, el diari organitzava la seva informació d'acord amb l'àmbit territorial que tractava: Castella i Lleó, Castella-La Manxa, Madrid, Cantàbria i La Rioja.

## Història
A la dècada de 1970, va existir El Diario de Castilla, amb edicions a Segòvia i Àvila, el qual, amb la seva curta vida va cobrir amb relativa incidència l'actualitat autonòmica del moment.